# Новая (село, Рузский городской округ)
Новая — деревня в Рузском районе Московской области, входящая в состав сельского поселения Старорузское. Население — 37 жителей на 2006 год. До 2006 года Новая входила в состав Комлевского сельского округа.
Деревня расположена в западной части района, примерно в 8 км к западу от Рузы, на запруженной реке Пальна, высота центра деревни над уровнем моря 179 м. Ближайшие населённые пункты — Алёшино в 1 км на юго-запад, Константиново в 0,7 км на юг и Воскресенское в 0,5 км на север. Через деревню проходит региональная автодорога 46К-1101 Можайск — Клементьево — Руза.